# Ba (État)
Pour les articles homonymes, voir BA.
Ve siècle av. J.-C. – 316 av. J.-C.
Entités précédentes :
- Dynastie Zhou

Entités suivantes :
- Qin

Ba (巴) est un ancien royaume du nord est du Sichuan, en Chine.

## Origine légendaire
Le Livre des Han postérieurs rapporte la légende de l'allégeance des clans Fan, Sheng, Xiang et Zheng au champion du clan Ba, Wuxiang, à la suite de deux épreuves, le lancer d'un poignard dans une lézarde située au sommet d'une falaise puis le franchissement à flot de rapides. Le pictogramme du serpent Bā 巴 sert à exprimer l'idée d'accrocher, de manier et en astrologie chinoise, il correspond à ε du Serpent.

## Histoire
Le Ba est mentionné par le chroniqueur Zuo parmi les alliés du Chu assaillant en -703 le royaume de Deng. En -676 ou -675, les mercenaires Ba au service du Chu en assiègent la capitale. 
Sous la pression de ce puissant voisin, la capitale Yicheng, actuelle Enshi, est déplacée vers l'ouest à Zhi, actuelle Fuling dans le Chongqing, où sont enterrés plusieurs souverains. Selon les Chroniques de Huayang compilées vers 350 par Chang Qu, le Ba incluait les villes de Jiangzhou, Dianjiang et Pingdu et sa dernière capitale fut Langzhong.
Le territoire du Ba est conquis en même temps que celui du Shu par l'État Qin en -316.

## Civilisation
L'archéologie révèle une civilisation guerrière ignorant l'irrigation mais restée célèbre pour ses chants, ses danses et ses tambours de bronze employés dans la bataille. Elle révèle aussi une probable pratique de sacrifices humains que le Livre des Han postérieurs rapporte à l'esprit du Tigre blanc, métamorphose du mythologique roi Lin Jun.

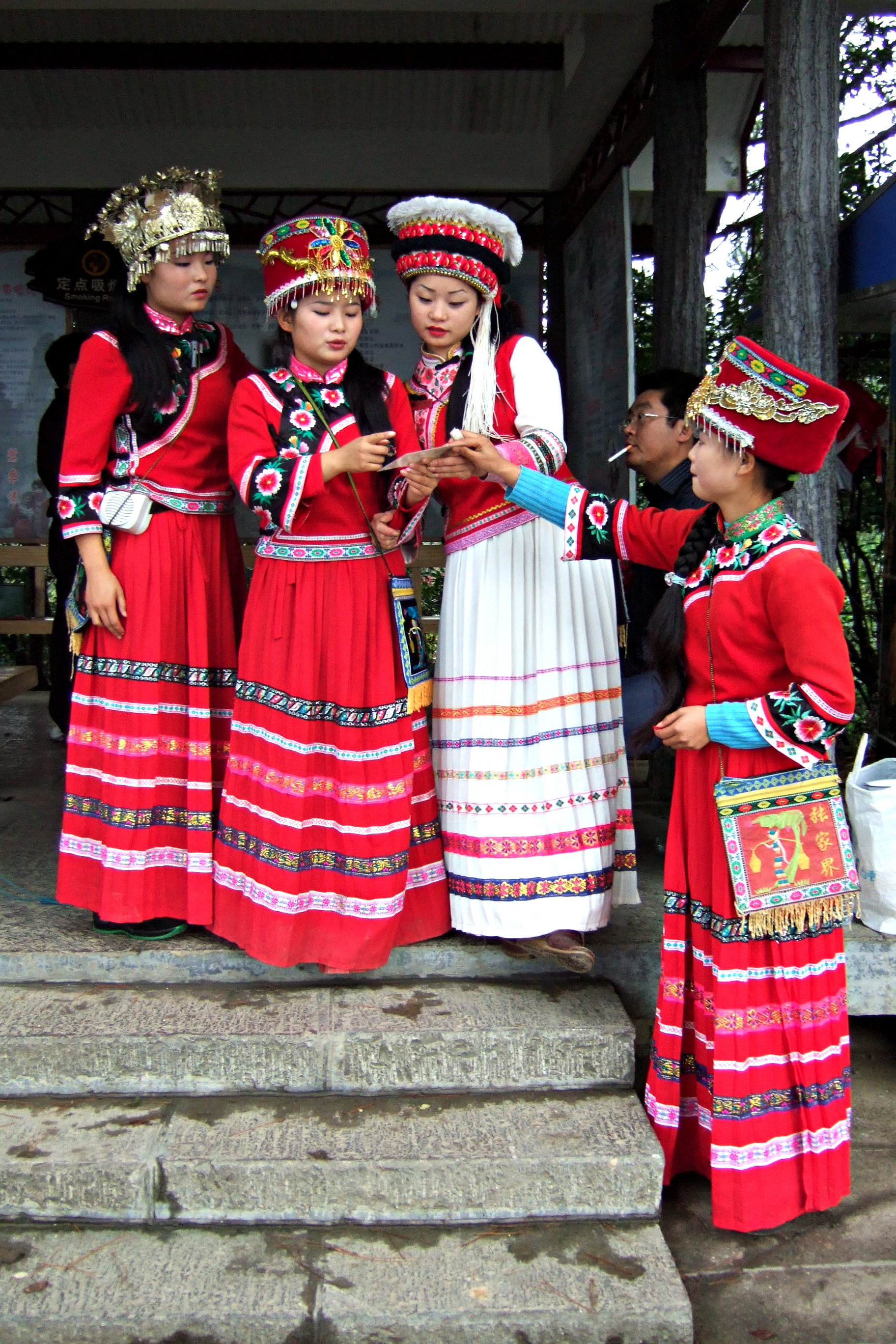
Costumes traditionnels contemporains des femmes Tujia.

Trois écritures, sans rapports avec les sinogrammes, ont été repérées parmi les gravures de quelques armes et vases de bronze sans avoir été déchiffrées jusqu'à aujourd'hui. L'une a été rapprochée sans certitude avec le syllabaire yi, lequel est postérieur de plusieurs siècles.
Le royaume de Ba est considéré habituellement comme l'origine de la plus importante des minorités rémanentes de Chine, les plus de huit millions de Bizika, littéralement autochtones, appelés en mandarin Tǔjiāzú 土家族, c'est-à-dire autochtones. Ceux-ci sont aujourd'hui presque tous bilingues, sinophones ou miaophones, mais conservent leurs traditions.